# Skrapar
Skrapar est une municipalité d'Albanie, appartenant à la préfecture de Berat. Sa population est de 12 403 habitants en 2011.

## Aire protégée
- Parc naturel de Bogovë